# Weserbergland
Das Weserbergland ist eine bis 527,8 m ü. NHN hohe Mittelgebirgslandschaft beiderseits der Weser zwischen Hann. Münden und Porta Westfalica innerhalb des Niedersächsischen Berglands in Niedersachsen, Hessen und Nordrhein-Westfalen in Deutschland.

## Geographie

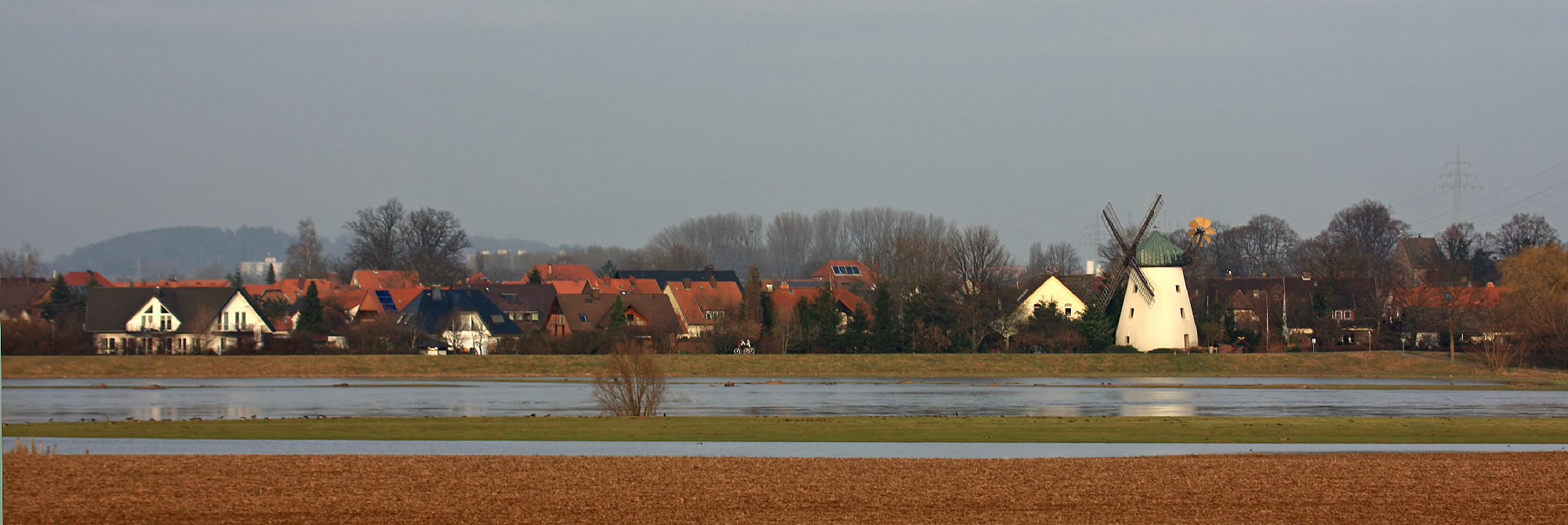
Die Weser, dahinter Tündern

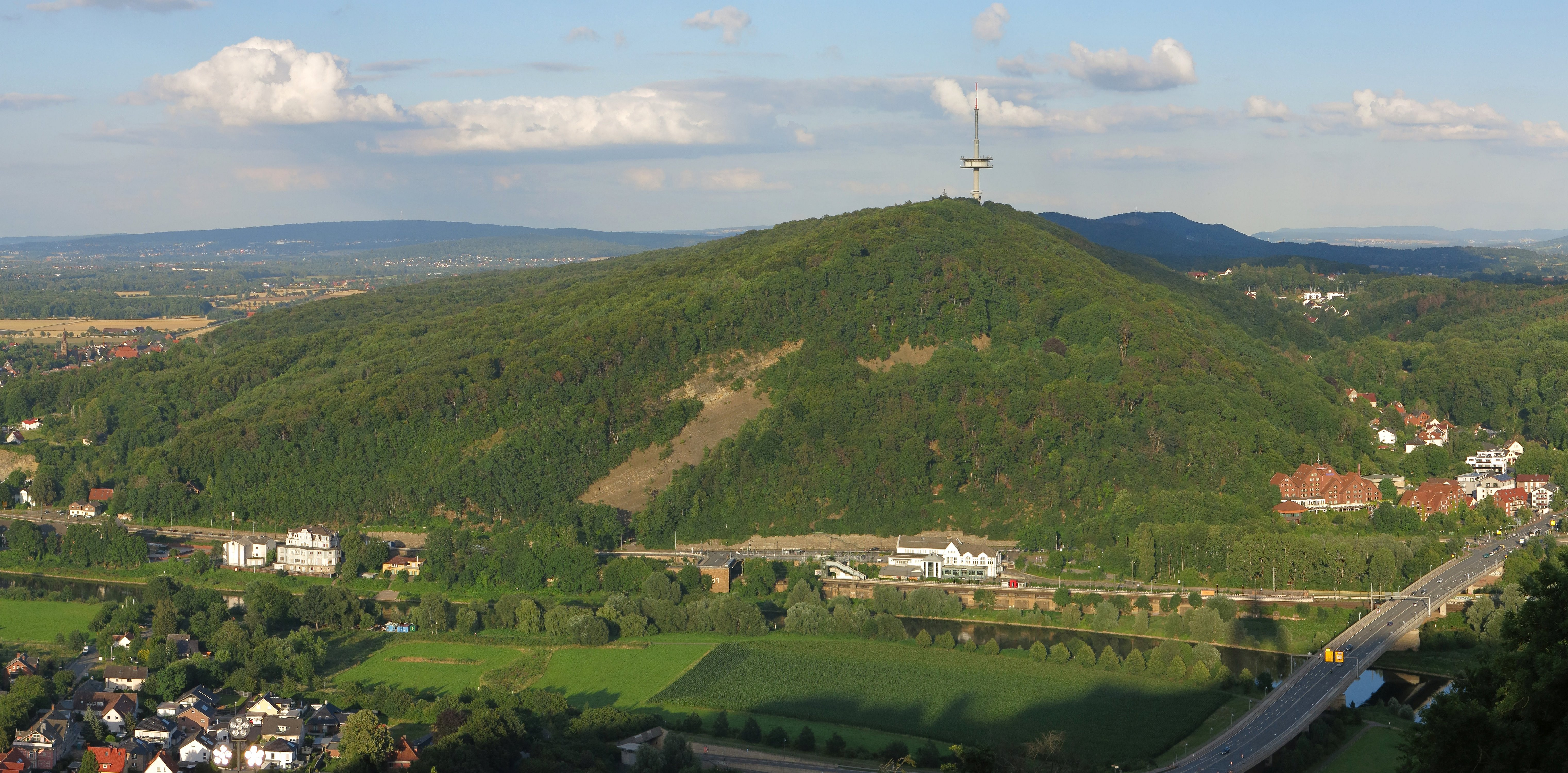
Blick zum Wesergebirge

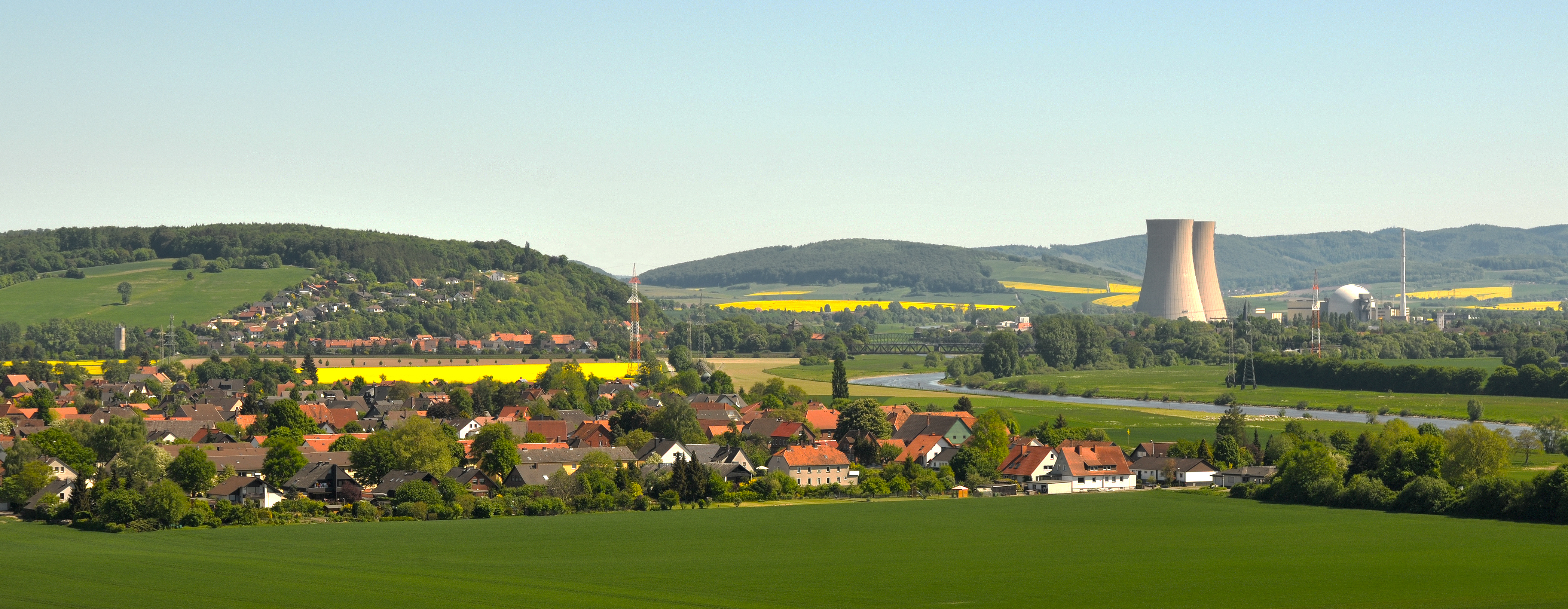
Weserbergland bei Hameln mit Hagenohsener Bückeberg (links) und Kernkraftwerk Grohnde

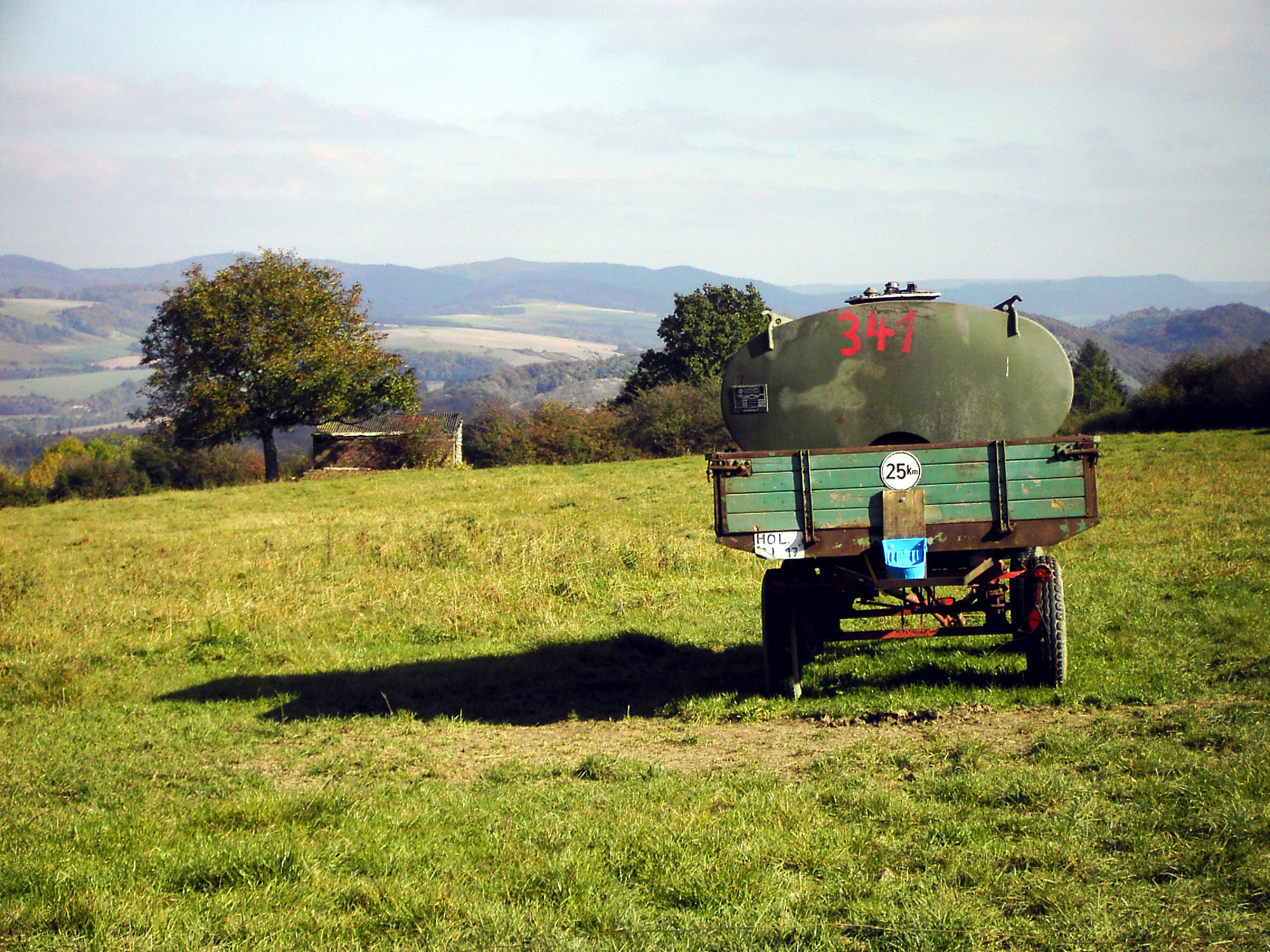
Weserbergland zwischen Heinsen und Polle

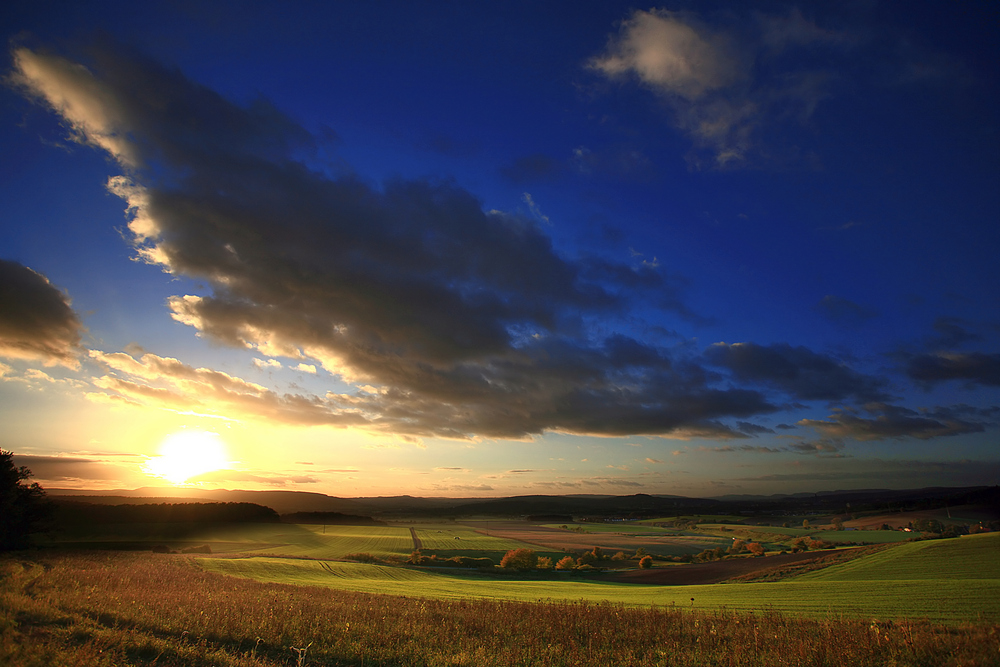
Sonnenuntergang im Weserbergland

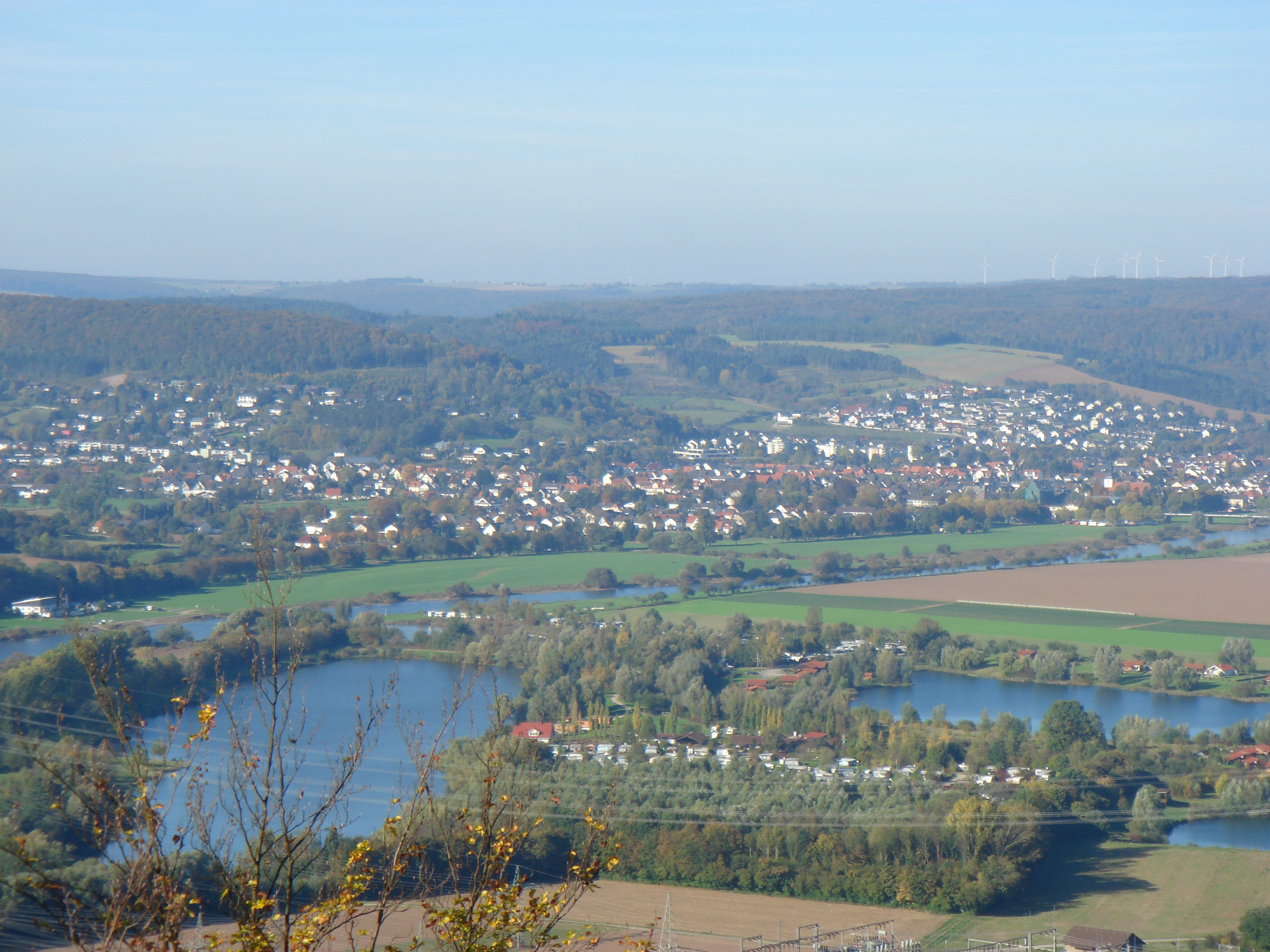
Blick vom Hersteller Wald nordnordwestwärts auf Beverungen

Dem Weserbergland werden neben dem gesamten Oberen Wesertal zwischen Hann. Münden und Porta Westfalica mehrere geologisch zusammenhängende, aber deutlich zu unterscheidende Mittelgebirgs- und Höhenzüge und einzelne Berge zugerechnet. Im engeren Sinn gehören dazu – von Norden nach Süden und mit Maximalhöhe in Meter (m) über Normalhöhennull (NHN):
| Landschaftsname         | Max.-Höhe |
| ----------------------- | --------- |
| Wesergebirge            | 336 m,0   |
| Süntel                  | 440 m,0   |
| Ottensteiner Hochfläche | 376 m,0   |
| Vogler                  | 460,4 m   |
| Burgberg                | 357,5 m   |
| Solling                 | 527,8 m   |
| Reinhardswald           | 472,2 m   |
| Bramwald                | 408,1 m   |

Die größte zusammenhängende Waldfläche des Weserberglandes liegt auf dem Solling im Naturpark Solling-Vogler. Dessen Bewaldung setzt sich, nur durch das inselartige Uslarer Becken und das schmale Wesertal unterbrochen, nach Süden zu Reinhardswald (links der Weser) und Bramwald (rechts) hin fort. Auch jenseits von Fulda und Werra – und damit außerhalb des Weserberglandes – geht die dichte Bewaldung noch weiter südlich ohne nennenswerte Unterbrechung in die des Kaufunger Waldes über.
Neben den oben aufgeführten Kern-Höhenzügen werden gelegentlich noch weitere Mittelgebirgs- und Höhenzüge dem Weserbergland zugerechnet. Dazu zählen insbesondere die Folgenden (alphabetisch sortiert mit jeweiliger Maximalhöhe über Normalhöhennull (NHN)):
- Amtsberge (392,2 m)
- Bückeberg (375 m)
- Elfas (409,6 m)
- Hils (480,4 m)
- Holzberg (444,5 m)
- Homburgwald (406,1 m)
- Ith (439 m)
- Kleiner Deister (346 m)
- Lipper Bergland (495,8 m)
- Nesselberg (378,2 m)
- Oberwälder Land (392 m)
- Osterwald (420 m)
- (Östliches) Wiehengebirge (319,6 m)

Auch gelegentlich zum Weserbergland gezählt wird der Deister (405 m), der westlich der Hannoverschen Börde liegt und sich gänzlich im Einzugsgebiet der Leine befindet. Ebenso vollständig im Einzugsgebiet der Leine und zudem auch wesentlich näher an deren Ufer liegen die Ahlsburg (411,4 m) und die Weper (379 m), die daher auch in Gänze dem Leinebergland zuzurechnen sind, obwohl auch sie bisweilen zum Weserbergland gezählt werden.
Die Landschaft wurde zuletzt maßgeblich im Verlauf der Eiszeiten durch Gletschervorstöße des skandinavischen Inlandeisschilds geformt (siehe hierzu: Absatz Geologie, Landschaft, Böden und ihre Entstehung des Artikels Norddeutsches Tiefland).

## Städte und Gemeinden
Zu den Städten und Gemeinden im Weserbergland gehören:
- Aerzen
- Auetal
- Bad Eilsen
- Bad Karlshafen
- Bad Münder am Deister
- Bad Nenndorf
- Bad Oeynhausen
- Bad Pyrmont
- Bad Salzuflen
- Bevern
- Beverungen
- Bodenfelde
- Bodenwerder
- Boffzen
- Brakel
- Coppenbrügge
- Dassel
- Eschershausen
- Emmerthal
- Hameln
- Hann. Münden
- Hessisch Oldendorf
- Holzminden
- Höxter
- Kalletal
- Lemgo
- Minden
- Porta Westfalica
- Reinhardshagen
- Rinteln
- Salzhemmendorf
- Stadtoldendorf
- Uslar
- Vlotho
- Wesertal

## Kultur
Im Weserbergland wurde eine eigene Architektur entwickelt. Zwischen 1520 und 1640 entstand hier mit der so genannten Weserrenaissance eine große Häufung von Renaissancearchitektur.
Überregional bekannt sind der Rattenfänger von Hameln, der aus Bodenwerder stammende „Lügenbaron“ Karl Friedrich Hieronymus von Münchhausen und der in Hann. Münden verstorbene deutsche Handwerkschirurg, Wundarzt und Starstecher Doktor Eisenbarth.
In der Region sind darüber hinaus manche Märchen der Brüder Grimm beheimatet, beispielsweise Schneewittchen, das in Alfeld spielen soll, Rapunzel, die ihr langes Haar ihrem Prinzen von einem Turm der Trendelburg herabgelassen haben soll, oder Dornröschen, als dessen Schloss die Ruine Sababurg bei Hofgeismar gilt. Zu Ostern wird in Lügde der Volksbrauch des Osterrades praktiziert.

### Kulturlandschaftsraum
Der Kulturlandschaftsraum Zentrales Weserbergland umfasst ein 1440 km² großes Gebiet. Diese Zuordnung zu den Kulturlandschaften in Niedersachsen hat der Niedersächsische Landesbetrieb für Wasserwirtschaft, Küsten- und Naturschutz (NLWKN) 2018 getroffen. Ein besonderer, rechtlich verbindlicher Schutzstatus ist mit der Klassifizierung nicht verbunden.

## Rezeption in der Kunst
Die Landschaft des Weserberglands hat zahlreiche Maler und bildende Künstler angeregt: Robert Batty, Christian Andreas Besemann, Carl Büttger, Carl Ferdinand Fabritius, Robert Geißler, Wolfgang Heinrich, Karl Arthur Held, Alfred Hesse, Rudolf Jahns, Herbert Mager, Jacob Pins, Anton Wilhelm Strack, Pascha Johann Friedrich Weitsch, August Wenderoth.

## Tourismus

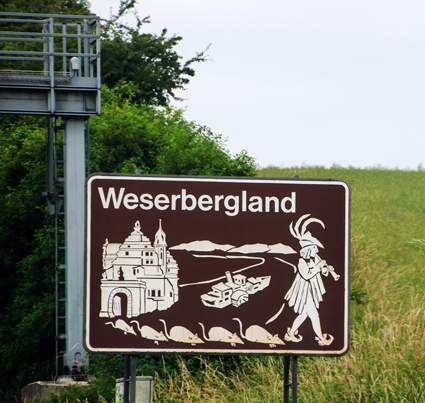
Touristische Unterrichtungstafel an der A 2 im Wesergebirge

Von touristischer Bedeutung sind, neben den oben genannten historischen Städten und dem Naturpark Weserbergland Schaumburg-Hameln und Naturpark Solling-Vogler, der etwa 500 Kilometer lange Fernradweg Weserradweg entlang der Weser. Eine botanische Besonderheit sind die seltenen Süntelbuchen. Eine reizvolle Landschaft stellt die Rühler Schweiz dar. Das Westwerk der Abteikirche in Corvey (Höxter) ist Weltkulturerbe der UNESCO.
Von zunehmender Bedeutung ist der Motorrad-Tourismus. Das Weserbergland ist neben dem Harz ein beliebtes Motorrad-Revier im norddeutschen Raum. Insbesondere der Köterberg ist als höchste Erhebung von diesem Punkt bis zur Nordsee ein gern besuchter Motorrad-Treffpunkt mit Rundumsicht bis zu 80 Kilometer.
Zu erwähnen sind weiterhin die Schillat-Höhle, die Tonenburg in Höxter-Albaxen, der Wildpark Neuhaus, der Weserstein in Hann. Münden sowie mehrere Museen wie das Agrartechnische Museum in Börry, die Blankschmiede in Dassel, das Deutsche Hugenotten-Museum in Bad Karlshafen und das Motorrad-Museum in Wickensen. Zu den Freizeitparks gehören das Rasti-Land an der B 1 zwischen Hameln und Hildesheim und der Potts Park in Minden.
Die Erlebniswelt steinzeichen war ein naturorientierter Erlebnis- und Freizeitpark im Ortsteil Steinbergen von Rinteln, der im Zuge der Weltausstellung EXPO 2000 entstand und bis 2016 bestand. Vom früheren Erlebnispark ist lediglich der „Jahrtausendblick“ als Aussichtsplattform zu besteigen.

## Wirtschaft
Das Weserbergland ist überregional vorwiegend durch den Tourismus bekannt. Daneben gibt es aber auch eine starke, zumeist mittelständische Wirtschaft, die namhafte Unternehmen und Marken insbesondere in den Branchen Maschinenbau, Elektrotechnik, Lebensmitteltechnik, Chemie und Pharmazie sowie Glas- und Möbelindustrie umfasst. Dazu gehören unter anderem Firmen wie die Aerzener Maschinenfabrik (einer der weltweit führenden Anbieter von zweiwelligen Drehkolbenmaschinen), die Dr. Paul Lohmann GmbH KG (weltweiter Marktführer in der Herstellung von Spezialsalzen), die Krankenversicherung BKK24, der Hersteller von Erfrischungsgetränken Riha Richard Hartinger Getränke, die Symrise AG (einer der vier weltgrößten Anbieter von Duftstoffen, Geschmackstoffen und Wirkstoffen für Kosmetika und Lebensmittel) sowie die E.L.F. Hallen- und Maschinenbau GmbH.